# 清溪瀑布
清溪瀑布位於花蓮縣萬榮鄉萬里溪左岸、源於西鳳林山的支流，萬榮林道16K下方對岸溪谷，因接近林田山地區，亦名林田山瀑布。瀑布標高約430公尺至290公尺，落差約140公尺。瀑布自崖壁一洩而下，匯入萬里溪中。若由林田山林場旁河床起溯，約7.7公里可抵達瀑布下方。臺灣已故知名空拍攝影師齊柏林曾攝有此瀑布的影像紀錄。

## 解
1. ↑  根據《臺灣通用電子地圖【NLSC】》、《農航所（正射影像圖）》對照。